# Patelloa similis
Patelloa similis là một loài ruồi trong họ Tachinidae.